# Nemzetközi Tisza-túra

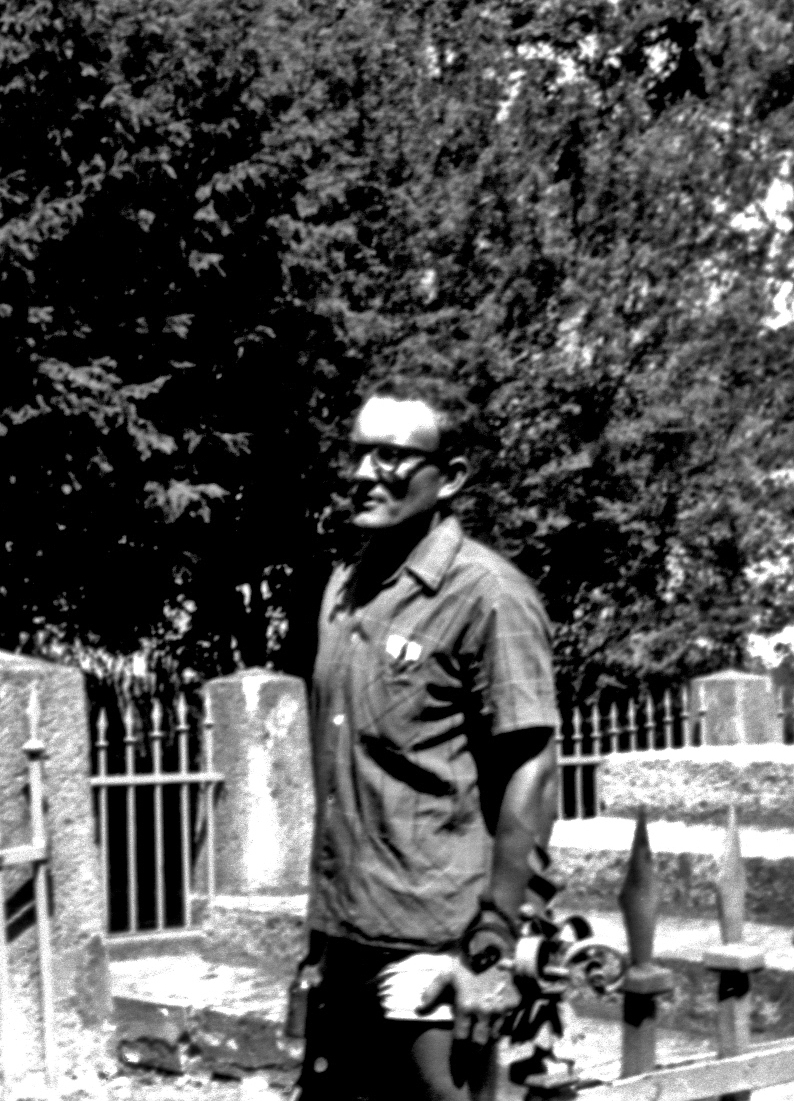
Dr. Egri Kiss Tibor örökös túravezető 1969-ben Tiszadobon megkoszorúzza a Tisza-szabályzás emlékművét.

A Nemzetközi Tisza Túra, a Nemzetközi Duna-túra után Magyarország második legjelentősebb vízitúrája. A túrát 1968 óta minden évben meghirdeti a Szabolcs–Szatmár és a Hajdú-Bihar megyei Természetbarát Szövetség. Az első Nemzetközi Tisza Túrát 1968-ban rendezték Sárospatak és Szeged között. Ezen 106 fő vett részt, közöttük 17 német evezős. A második túra már Gergelyiugornyán kezdődött és szintén Szegedig tartott. Dr. Egri Kiss Tibor vezetésével, aki ezt követően 30 éven keresztül volt főszervezője és vezetője a túrának. 1970 és 1986 között a túra kiinduló állomása Csenger volt. Ezt a Szamos szennyezettsége miatt váltotta fel 1987-ben Tivadar. A túra általában Szegedig tart, de 1982-ben Belgrád volt a végállomás. 
1990-ig a Tisza határvizén Benk és Tuzsér között csak a magyar résztvevők evezhettek a külföldieknek ezt a szakaszt szárazföldön kellett megtenniük. A meghirdetett túra két alkalommal csak korlátozottan került lebonyolításra, egyszer a tiszai cianidszennyezés és egyszer árvíz miatt. Az évek során több mint 15 000 résztvevője volt a Nemzetközi Tisza Túrának. Közöttük 16 országból érkeztek külföldi résztvevők a legtöbben, közel 800-an Németországból. 
A megmozdulás kerettúra, tehát a szervezők nem gondoskodnak mindenről, a résztvevők élelmet, hajót, sátrat maguknak készítenek, szállítanak és állítanak.

A kezdeteiről a Nemzeti Sport, a Turista, a Népszava, a Hajdu-Bihari Napló, a Csongrád Megyei Napló, a Magyar Nemzet, a Képes Magyarország, az Esti Hírlap, A Magyar Ifjúság, a Fejér Megyei Hírlap és a Veszprémi Napló akkori híreiből, tudósításaiból jutottunk értékes információkhoz.
A Nemzetközi Tisza Túra tehát nem csak úgy belecsöppent a magyarországi vízitúrázás világába. A Nemzetközi Dunatúra (TID – Tour International Danubien). A TID kezdeti (Pozsony-Budapest) szakaszának folyamatos hosszabbítgatásával a Duna egyre több mellékfolyóján szerveztek „csatlakozó”, vagy kor politikai akadályait gyengítő „barátság” túrákat, felkészítő túraversenyeket. A teljesítménytúra jellegű Dunatúrákra nevezés feltételei között fontos követelmény volt a szövetség (MKKSZ) által rendezett öt túraverseny közül legalább négyen részt venni, és megfelelő mennyiségű pontot szerezni.
„Új és érdekes lehetőségekkel bővült a Magyar Természetbarát Szövetség ez évi nemzetközi cseretúra-programja. … 1962-ben a Tiszán nemzetközi Tisza-túrát vezetnek … augusztus 5-én rajtolnak Csongrádról. A szegedi ünnepi játékok megtekintése után 10-én lépik át a jugoszláv határt és 14-én Slankamenban csatlakoznak a dunai túrázókhoz.”
A híradásokban ezt a túrát nevezték először „I. Nemzetközi Tisza Túra”-ként. (A túra megnevezését a rendezők, az újságírók és a résztvevők a helyesírás szabályainak legtöbbször megfelelve, különböző módokon írták. Ma – a legelső formát elfogadva, és tiszteletben tartva – a Nemzetközi Tisza Túra megnevezést használjuk.)